# Dasyatis thetidis
Espèce
Statut de conservation UICN

 DD  : Données insuffisantes
La raie à queue épineuse, de son nom scientifique Dasyatis thetidis est une espèce de poisson appartenant à la famille des Dasyatidae et au groupe des raies pastenagues.

## Description et caractéristiques
C'est une grande raie très plate, de couleur uniformément grise, avec le ventre blanc. Son museau est angulaire, et sa queue très fine est entourée de longues épines, qui lui donnent son nom. 

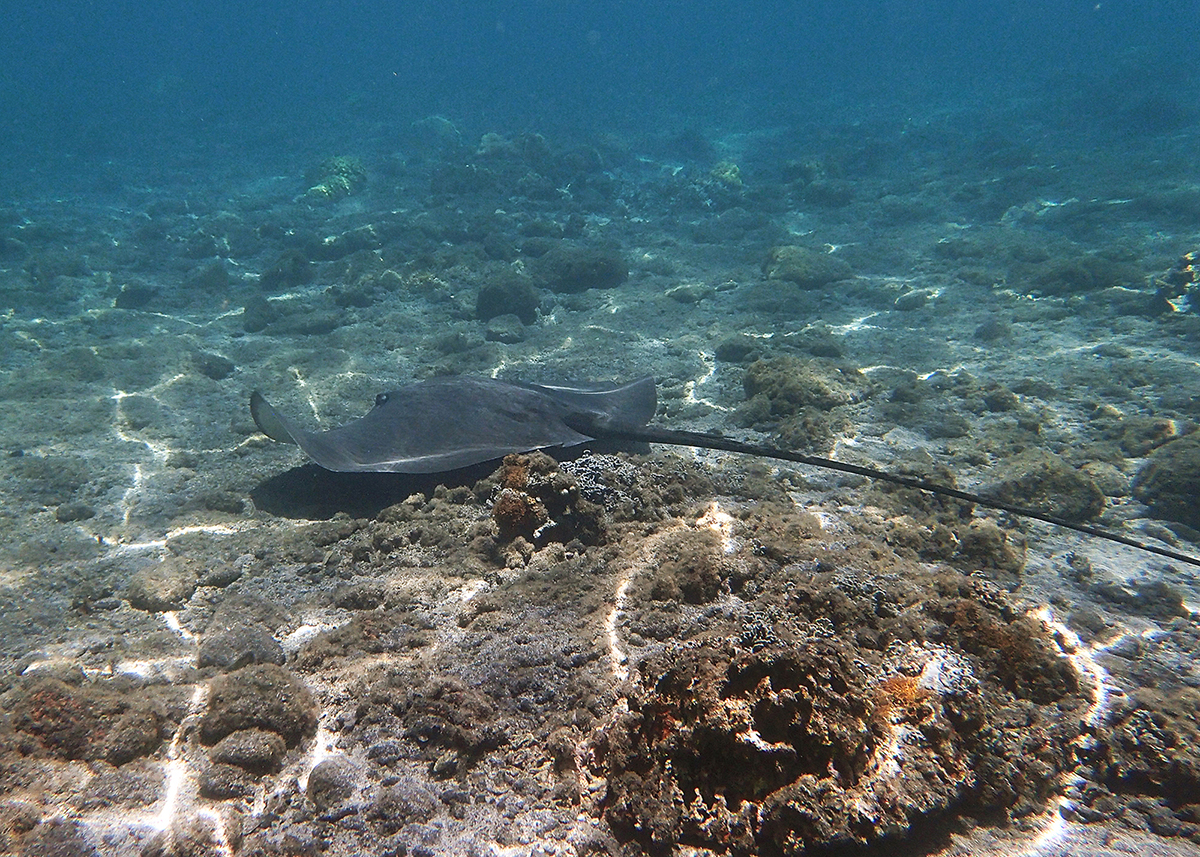
De dos, à la Réunion.
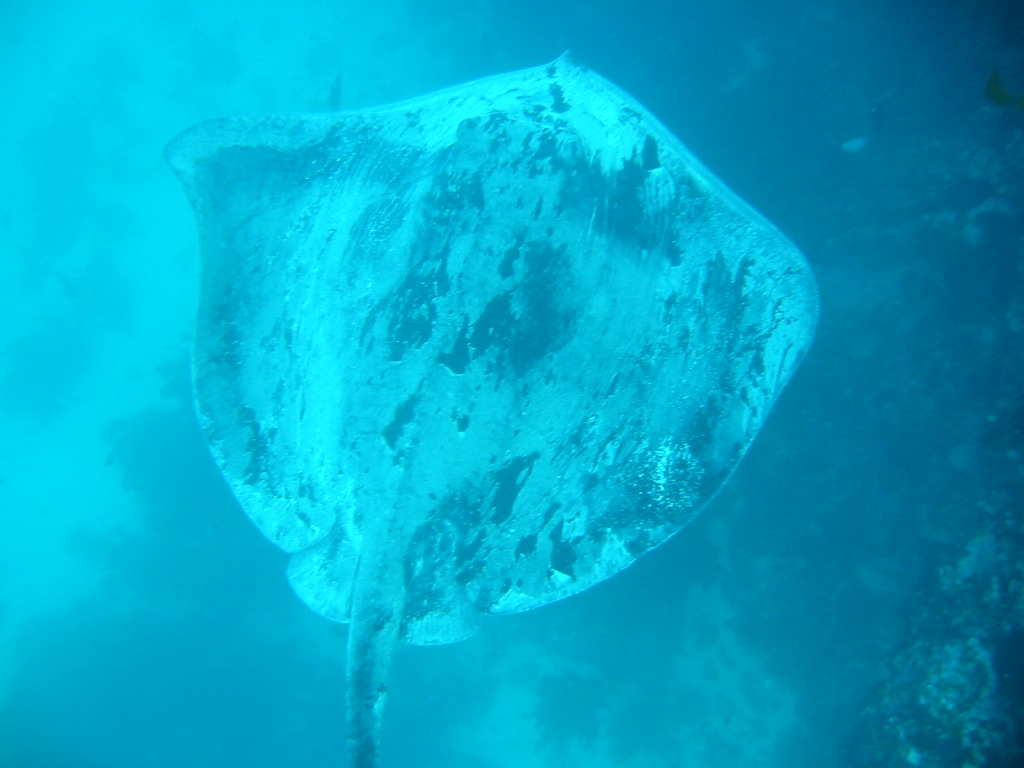
Du dessus, en Nouvelle-Zélande.
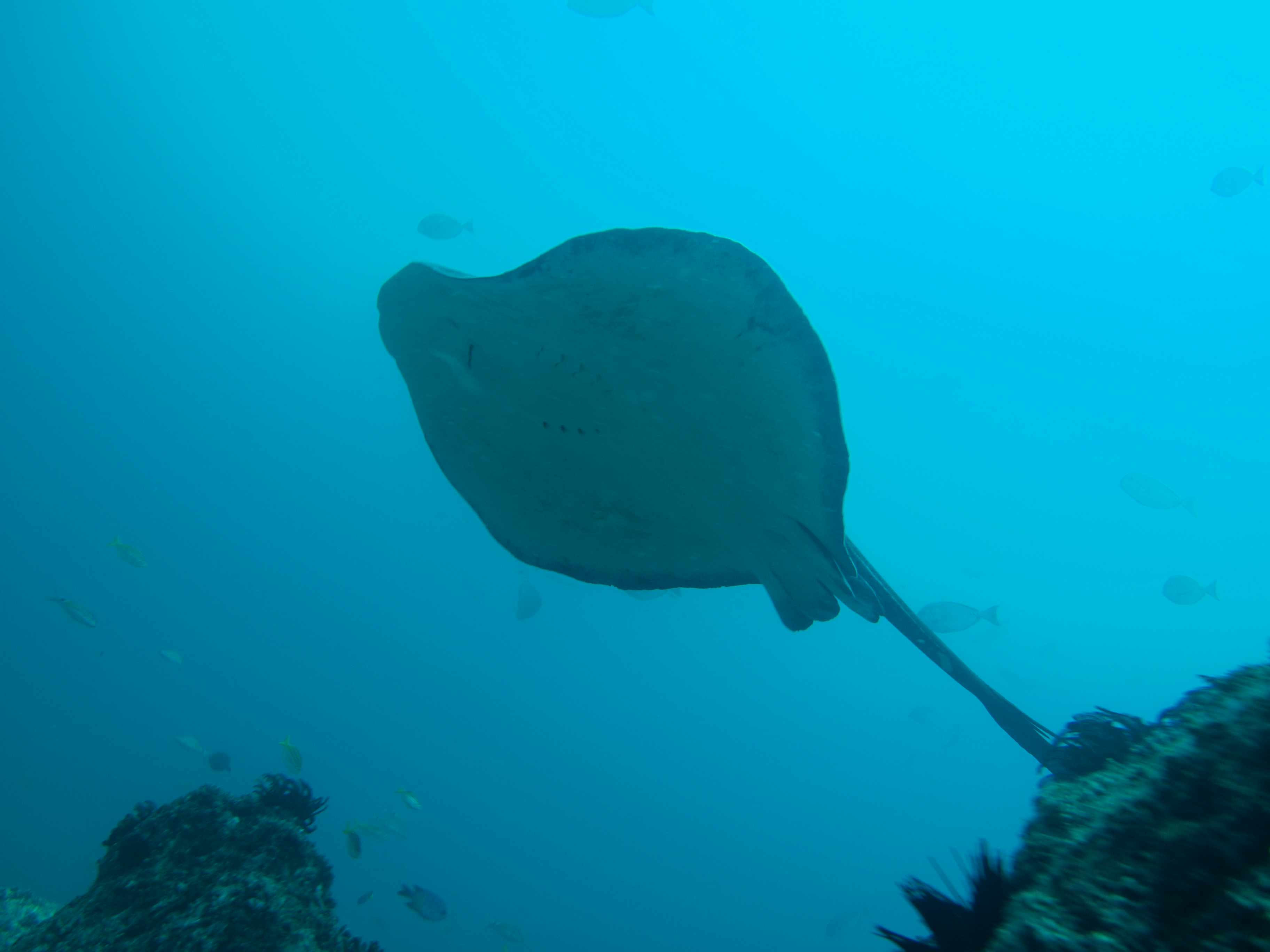
Du dessous.

## Habitat et répartition
Cette raie a une répartition très discontinue, comportant notamment l'océan Indien du sud-ouest (de l'Afrique du sud à la Réunion) et le Pacifique sud-ouest, avec toute l'Australie et la Nouvelle-Zélande.